# 15574 Stephaniehass
15574 Stephaniehass è un asteroide della fascia principale. Scoperto nel 2000, presenta un'orbita caratterizzata da un semiasse maggiore pari a 2,2917808 UA e da un'eccentricità di 0,1319849, inclinata di 3,69896° rispetto all'eclittica.